# Госпер, Бретт
Бретт Госпер (англ. Brett Gosper, родился 21 июня 1959 в Мельбурне) — австралийский регбист, после завершения карьеры — сотрудник в области рекламы, CEO World Rugby с 2012 года. Сын австралийского легкоатлета Кевана Госпера, члена Международного олимпийского комитета.

## Семья и образование
Отец — Ричард Кеван Госпер, легкоатлет, серебряный призёр летних Олимпийских игр 1956 года в эстафетном беге на 400 метров, вице-президент МОК, CEO Shell Australia. Мать — Джилиан Мэри Госпер (в девичестве Голуэй). Брат — Дин Госпер, предприниматель, член исполкома Международной федерации лыжного спорта. Дважды состоял в браке: от первого брака есть сын Джонатан Кеван Томас, от второго (супруга с 9 мая 1998 года — Элищабет Бернсен) дочь Элла Джилиан и сын Мэтт Уильям Свенд. Семья проживает в Лондоне.
Бретт Госпер учился в мельбурнском колледже Скотч, позже окончил университет Монаша, факультет права и экономики.

## Регбийная карьера
Госпер начинал играть в регби в Сиднее. В 1978 году дебютировал за «Мельбурн», на протяжении трёх лет признавался лучшим игроком команды. В 1979 году стал капитаном сборной провинции Виктория, сыграв с ней в 1980 году тест-матч против «Олл Блэкс». В 1979 и 1981 годах на турне в Аргентине и Великобритании сыграл несколько матчей за сборную Австралии, в 1980 году сыграл матч за сборную Австралии до 21 года против новозеландцев на «Сидней Крикет Граунд».
В 1981 году Госпер некоторое время играл в Брисбене за команду «Джи Пи Эс», а затем выступал за команду провинции Квинсленд. В том же году его приобрёл один из наиболее известных французских регбийных клубов, «Расинг», в котором Госпер играл до 1990 года. В 1987 и 1990 годах его команда выходила в финал чемпионата Франции, а на свою форму они даже разместили розовые бабочки; более того, в 1987 году Госпер получил приз лучшего игрока клуба. В 1982 году Госпер сыграл в составе сборной Франции, выступавшей под названием Séléction du Manoir, против британского звёздного клуба «Барбарианс» на Парк де Пренс. В 1986 году он сыграл за «Французских варваров» против «Олл Блэкс» в Ла-Рошели, а также был капитаном итальянской сборной по регби-7 на турнире в Монако в том же году.

## Рекламная деятельность
Спортивную карьеру Госпер совмещал с работой в сфере рекламы: работал в агентстве Ogilvy & Mather в Мельбурне и Брисбене. В 1982 году после переезда во Францию он совмещал карьеру игрока «Расинга» с работой во французском филиале Ogilvy & Mather, став руководителем группы по работе с клиентами в 1986 году. В связи с любительским статусом регби в мире он не имел моральных оснований опаздывать на встречи с клиентами или как-либо отказывать им. В 1989 году он ушёл из Ogilvy & Mather и перешёл на работу в третье по размерам французское рекламное агентство BDDP Paris (ныне TBWA), став заместителем его управляющего директора в 1992 году. Работая в BDDP, Госпер преуспел в рекламировании швейцарского производителя часов TAG Heuer, создав слоган «Don't Crack Under Pressure» (с англ. — «Не ломаются под давлением») и прорекламировав не только ударостойкость часов, но и твёрдость и уверенность компании в завтрашнем дне. В 1993 году он занялся рекламой BMW, прожив в Германии год и открыв отделение BDDP во Франкфурте.
В 1994 году Госпера пригласило на работу информационное агентство Havas с целью перезапустить филиал в Лондоне и назначило его исполнительным директором дочернего предприятия Euro RSCG и издания Wnek Gosper. Около 10 лет Госпер занимался рекламой продуктов и услуг таких производителей, как Abbey National, Argos, Bass Brewery, Cadbury, Coca-Cola, Commission for Racial Equality, Credit Suisse, Evian, Häagen-Dazs, Intel, Microsoft, Philips (автор лозунга «Изменим жизнь к лучшему» — Let's Make Things Better), Reckitt Benckiser и The Independent. Рост популярности Euro RSCG Wnek Gosper помог филиалу закрепиться на несколько лет в рейтинге лучших информационных и рекламных агентств Лондона, а самому ещё и попасть в финал конкурса Ad Age в номинации «Международное агентство года»
В 2003 году Госпер продал свою долю в Euro RSCG Wnek Gosper и ушёл в McCann Erickson, крупнейшую на тот момент в мире сеть рекламных агентств, став там исполнительным директором головного офиса в Нью-Йорке. В 2004 году на время вернулся в TBWA как президент Нью-Йоркской группы (TBWA\Chiat\Day New York, Tequila New York, Brand Architecture International) и занялся развитием Sprint-Nextel — телекоммуникационной компании, образовавшейся после слияния двух корпораций. В 2005 году он вернулся в McCann Erickson, оставаясь президентом американского отделения: за время его деятельности компания успешно и выгодно прорекламировала товары и услуги таких производителей, как Goodyear, Staples, Smith Barney, Verizon, US Army, Viagra, Lunesta, Weight Watchers и USA Today.
В 2007—2011 годах Госпер занимал должность исполнительного директора McCann Europe, Middle East and Africa (центр в Лондоне) и входил в Совет директоров McCann Worldwide, отвечая также за рекламу и пиар таких брендов, как L'Oreal, Nestle, Unilever, Sony Ericsson, InterContinental Hotels Group.

## РуководствоWorld Rugby
В июле 2012 года Госпер стал исполнительным директором (CEO) Международного совета регби (ныне World Rugby) в Дублине и переименовал в 2014 году организацию в привычное World Rugby. При Госпере в олимпийскую программу был включён такой вид регби, как регби-7 (первый розыгрыш в 2016 году в Рио-де-Жанейро). В 2015 году в Англии прошёл Кубок мира, который побил рекорды по проданным билетам (2,47 млн.), доходам (600 млн. фунтов стерлингов) и чистой прибыли (260 млн. фунтов стерлингов), в том числе и благодаря развитию регби в других странах. Рекорд по коммерческим успехам был побит через 4 года в Японии, в том числе и в плане аудитории (54,8 млн. зрителей матча Япония — Шотландия; 2,1 млрд. просмотра видео в соцсетях).
Из World Rugby Госпер ушёл в 2020 году, перейдя на работу в NFL и взяв на себя ответственность за развитие американского футбола в Европе. По его словам, во время работы на посту исполнительного директора он пытался реализовать турнир под рабочим названием «Кубок Наций», в котором команды первого и второго яруса регулярно играли бы друг с другом.